# Ajmalicin
Ajmalicin, genauer (–)-Ajmalicin (Synonym: Raubasin), ist ein Indolalkaloid aus den Wurzeln der Indischen Schlangenwurzel (Rauvolfia serpentina).

## Pharmakologische Eigenschaften

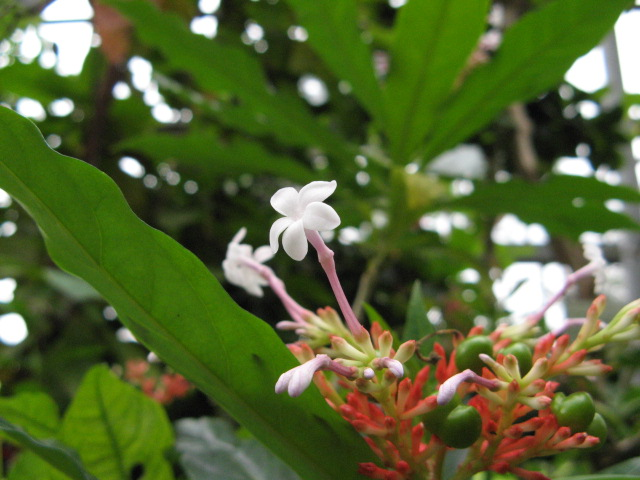
Indische Schlangenwurzel (Rauwolfia serpentina)

Ajmalicin ist ein α1-Adrenozeptor-Antagonist und fördert wie Reserpin die periphere Durchblutung, ohne jedoch blutdrucksenkend zu wirken. Ferner wirkt es antiemetisch. Medizinisch verwendet wird es in der adjuvanten Behandlung von Störungen der peripheren arteriellen Blutversorgung. Überdosierung kann Hypotonie, Tachykardie, Schwindel, Schwitzen, psychischer Erregung, Sedierung und allergischen Hautreaktionen verursachen. Therapeutisch hat Ajmalicin so gut wie keine Bedeutung mehr. In Deutschland sind keine Monopräparate mit diesem Wirkstoff zugelassen.